# Томислав Лопатић
Томислав Лопатић (Јеловци, 6. март 1963) бивши је југословенски биатлонац. Био је члан скијашког клуба Романија са Пала.

## Биографија
Скијањем се почео бавити 1976. у Смучарском клубу „Романија“, Пале. Као средњошколац био је побједник кроса поводом ослобођења Сарајева (1980–1981). Поред клуба „Романија“, током рата у БиХ 1992–1995. био је члан и црногорског „Жабљака“, како би могао наступати за СРЈ (1993–1996). Четири пута био је првак СФРЈ у биатлону: Копаник (1980), Игман (1981), Камник (1982), Покљука (1984). Побједник је свих купова СФРЈ (по републикама) у биатлону и смучарском трчању (1981, 1982, 1983). Побјеђивао је на маратонима у СФРЈ (1980–1989): на Игману, Маврову, Покљуци, Рогли, у Марибору и Бохињу. Био је првак СРЈ у биатлону и смучарском трчању (Копаоник 1994/95), а потом је завршио активну спортску каријеру. За репрезентацију СФРЈ наступао је: на свјетским јуниорским првенствима у Западној Њемачкој (1981), СССР-у (1982) и Италији (1983).  Са биатлонцима Марјаном Видмаром Јуретом Велепецом Зораном Ћосићем, Андрејом Ланишеком и Фрањом Јаковцем представљао је Југославију на Зимским олимпијским играма 1984. године у Сарајеву. Такмичио се у дисциплини спринт где је заузео 57. место. На другом учешћу на Зимским олимпијским играма 1992. у Албервиллу, такмичио се у све три дисциплина: појединачна трка на 20 км, у трци спринт на 10 км и штафетној трци.  Добитник је Сребрнe плакетe Бугарске биатлон федерације и Златнe плакетe општине Пале за допринос развоју спорта (1991). Проглашен је најбољим спортистом општине Пале (1984, 1985, 1986, 1987) и најбољим тренером Источног Сарајева (2010, 2018). Тренер је репрезентације БиХ, а такмичари под његовим вођством наступали су на свјетским првенствима, свјетским куповима, куповима Међународне биатлон уније, као и на зимским олимпијским играма у Торину (2006), Ванкуверу (2010), Сочију (2014) и Пјонгјангу (2018). Завршио је Вишу тренерски школу.

## Резултати са великих такмичења
| Резултати на Зимским олимпијским играма. | Резултати на Зимским олимпијским играма. | Резултати на Зимским олимпијским играма. | Резултати на Зимским олимпијским играма. | Резултати на Зимским олимпијским играма. | Резултати на Зимским олимпијским играма. | Резултати на Зимским олимпијским играма. |
| Година                                   | Појединачно                              | Спринт                                   | Потера                                   | Масовни старт                            | Штафета                                  | Меш. штафета                             |
| ---------------------------------------- | ---------------------------------------- | ---------------------------------------- | ---------------------------------------- | ---------------------------------------- | ---------------------------------------- | ---------------------------------------- |
| 1984. Сарајево                           | -                                        | 57                                       |                                          |                                          |                                          |                                          |
| 1992. Албервил                           | 85                                       | 87                                       |                                          |                                          | 19                                       |                                          |
| Резултати на светским првенствима        |                                          |                                          |                                          |                                          |                                          |                                          |